# Sainte-Croix (Maurice)
Pour les articles homonymes, voir Sainte-Croix.
Sainte-Croix est une banlieue du district de Port-Louis à l'île Maurice.

## Histoire
Sainte-Croix est surtout connue pour  avoir accueilli le bienheureux Jacques-Désiré Laval, qui a travaillé à Sainte-Croix en tant que missionnaire de 1841 jusqu'à sa mort en 1864. La tombe du Père Laval se situe à l'église de Sainte-Croix et elle est donc un lieu de pèlerinage pour les catholiques de l'île Maurice, mais aussi pour les autres confessions, surtout le 9 septembre.

### Personnalités liées à Sainte-Croix
- Daniel Éric Clive Laurent, lord-maire de Port-Louis à Maurice du 27 juin 2017 à juin 2019